# Leucotmemis torrida
Leucotmemis torrida là một loài bướm đêm thuộc phân họ Arctiinae, họ Erebidae.